# Grande Santuario di Taiwan
Il Grande Santuario di Taiwan (giapponese: 台湾神宮 (たいわんじんぐう), rōmaji: Taiwan jinguu, cinese tradizionale: 臺灣神宮, cinese semplificato: 台湾神宫， pinyin: Táiwān shéngōng) era il santuario shintoista giapponese di rango più elevato a Taiwan durante il dominio coloniale giapponese. Tra i 66 santuari shintoisti ufficialmente riconosciuti di Taiwan, il Grande Santuario di Taiwan era uno dei più importanti e quello situato a maggiore altitudine.

## Storia
Il Grande Santuario di Taiwan fu costruito come Santuario di Taiwan nel 1901 (34 Meiji) in cima alla Montagna di Jiantan (chiamata anche Montagna di Yuanshan) nella vicina Jiantan, a Taipei. Il principe Yoshihisa e le tre divinità kami della coltivazione furono aggiunte come divinità conservate nel reliquiario (祭神 saijin). Il Grande Santuario di Taiwan fu elevato al rango di Grande Santuario nel 1944 (19 Shōwa) quando vi fu portata la divinità kami Amaterasu. Il Grande Santuario di Taiwan era il santuario tutelare di Taiwan ed il più importante tempio shintoista dell'isola. Il Governatore generale di Taiwan proclamò  il 28 ottobre come Festa del Santuario di Taiwan (台湾神社際 Taiwan jinjasai) e festa pubblica in tutta Taiwan.
Il 12 aprile 1923 l'allora principe ereditario Hirohito, che sarebbe divenuto imperatore tre anni più tardi, intraprese un giro di Taiwan di due settimane. In preparazione per la sua visita al Grande Santuario di Taiwan, fu creata la Chokushi Road (敕使街道 Chokushi kaidō; attuale Chungshan North Road) che conduceva al santuario.
Il 23 ottobre 1944, prima della Festa del Santuario di Taiwan, un aereo passeggeri perse il controllo e si schiantò in cima alla montagna sulla quale sorgeva il Grande Santuario di Taiwan. L'incidente e gli incendi che derivarono distrussero, fra altre importanti strutture del tempio, l'arco cerimoniale torii e le lanterne di pietra tōrō.
Dopo la Seconda guerra mondiale, sul sito originale del Grande Santuario di Taiwan fu costruito il Taiwan Hotel. Esso fu in seguito ampliato nel 1952 per diventare l'attuale Grand Hotel. I due tori di rame che conducevano al Grande Santuario di Taiwan furono ricollocati nel Museo Nazionale di Taiwan.

## Galleria d'immagini

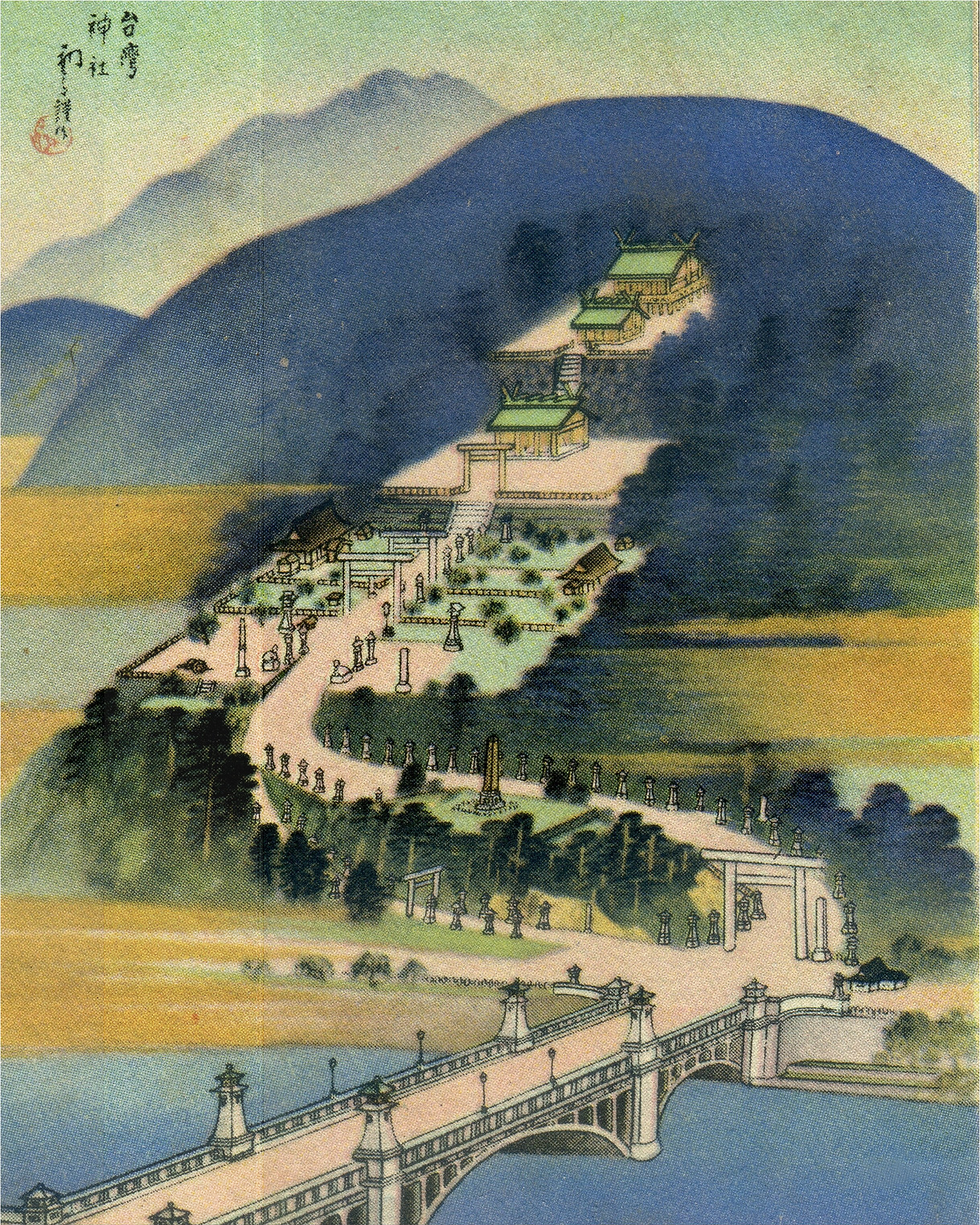
Un dipinto del Grande Santuario di Taiwan durante il dominio coloniale giapponese. In fondo al dipinto vi è il fiume Keelung e nell'angolo inferiore destro è parzialmente visibile il Ponte Meiji.
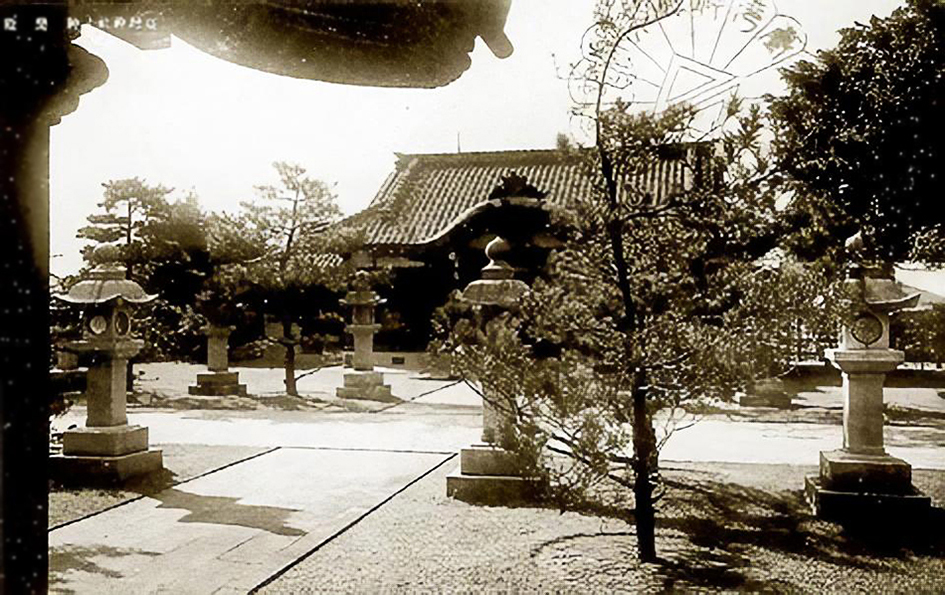
Cartolina del Grande Santuario di Taiwan emessa dal Governatore di Taiwan
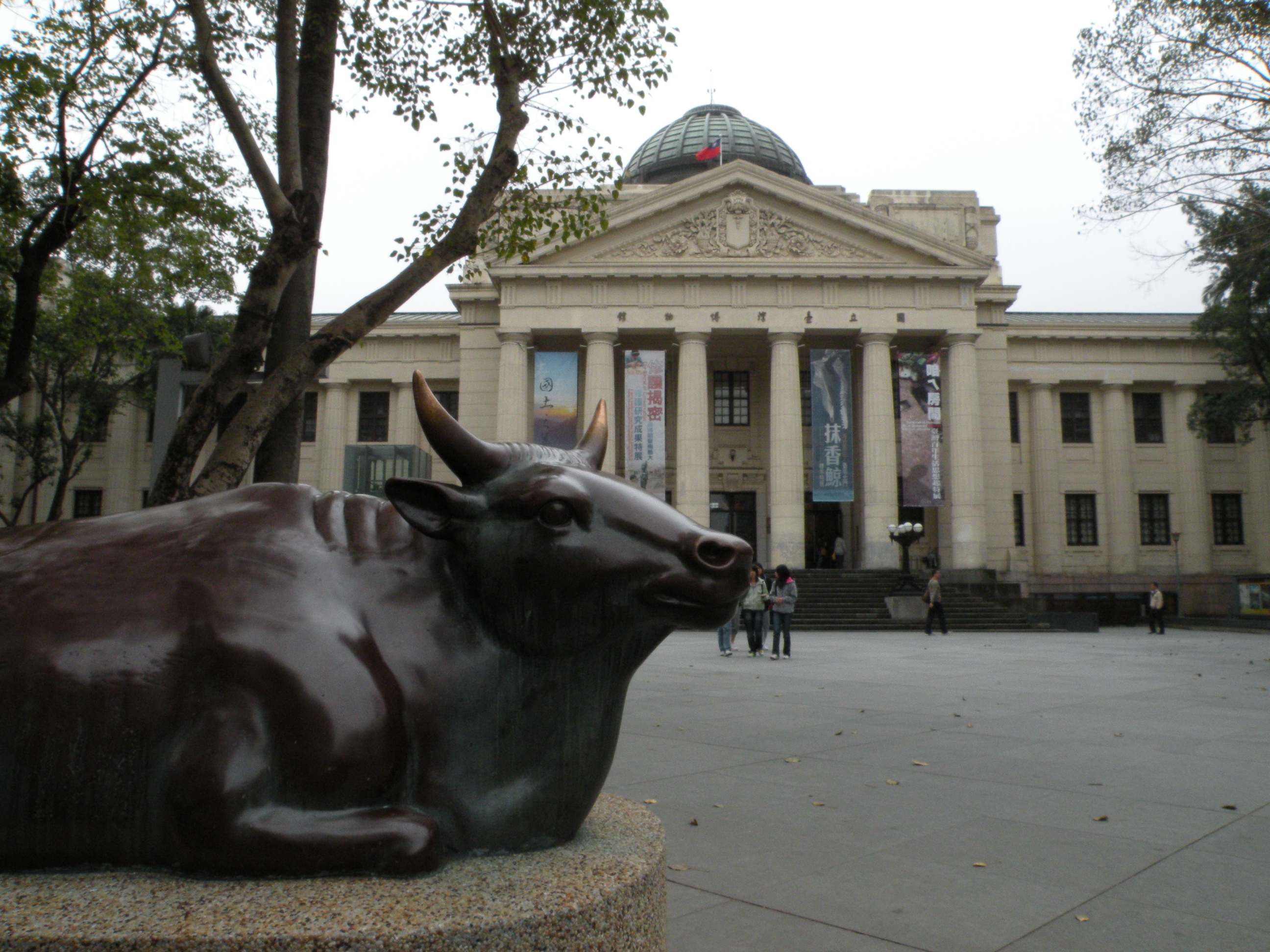
Questo bufalo di rame all'ingresso del Museo nazionale di Taiwan dalla fine della seconda guerra mondiale proviene originariamente dal grande santuario.
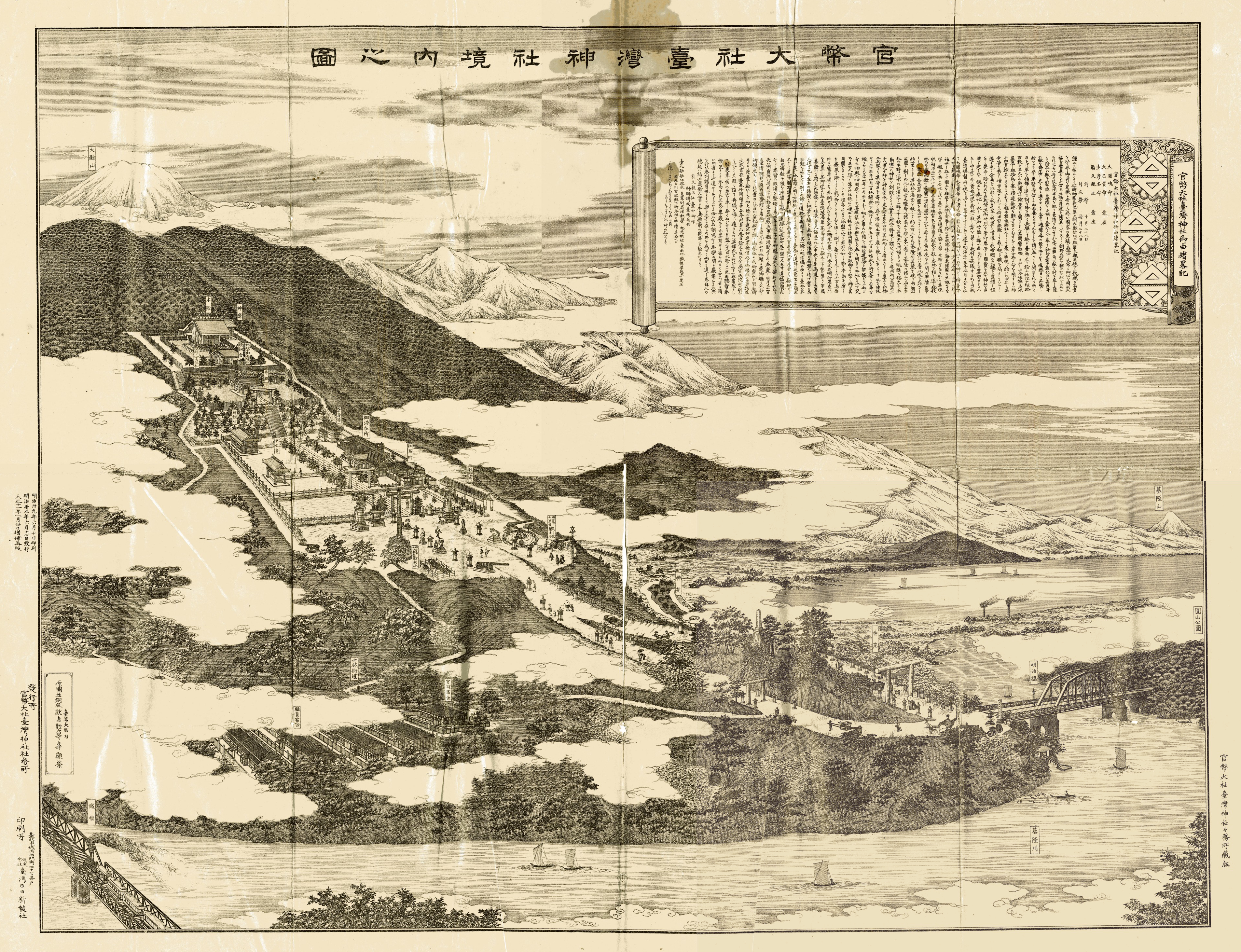
La mappa del Grande Santuario di Taiwan (1920) registra la posizione di ogni oggetto e informazioni dettagliate